# Richard H. Cruzen
Pour les articles homonymes, voir Cruzen.
Richard Harold Cruzen, né le 28 avril 1897 à Kansas City et mort le 15 avril 1970 à Camp Pendleton, est un officier de l'US Navy.
Vice admiral, vétéran des deux guerres mondiales, il est surtout connu pour sa participation et son leadership dans les expéditions en Antarctique de Richard Evelyn Byrd.

## Biographie
Richard Cruzen est né le 28 avril 1897 à Kansas City dans le Missouri. Après avoir obtenu son diplôme du lycée de Gallatin, il fréquente l'Institut militaire de Virginie et la Severn School à Severna Park, Maryland. Il est nommé à l'Académie navale des États-Unis en 1916.
Alors aspirant, il sert sur le cuirassé USS Mississippi (BB-41) pendant la Première Guerre mondiale. Le Mississippi opère avec la flotte de l'Atlantique au cours de l'été 1918. Cruzen est diplômé de l'Académie navale en 1919 et est nommé enseigne. Sa première affectation est sur le cuirassé USS Idaho (BB-42).
Entre les années 1925 et 1937, il sert sur plusieurs navires de différents types tels les cuirassés USS Nevada (BB-36) et USS California (BB-44), les destroyers Claxton, Delphy, Sinclair, Shirk, Elliott, Pope, Simpson et USS Rigel (AD-13) (en).
Il est diplômé du cours de commandement du United States Naval War College.
Le 11 septembre 1939, Cruzen prend le commandement de l'USS Bear. Le Bear participe à l'United States Antarctic Service Expedition (en), sous le commandement du contre-amiral Richard E. Byrd. Le navigateur de Cruzen à bord de Bear est le lieutenant George J. Dufek, qui servira plus tard dans l'opération Highjump et l'opération Deep Freeze.
Les archives de la Marine indiquent que 1 000 milles de nouveau littoral sont alors découverts grâce à des missions d'enquête menées par le Bear et des avions. Après l'expédition, Cruzen est félicité par le secrétaire de la Marine Frank Knox pour « son matelotage supérieur, sa capacité, son courage, sa détermination, son efficacité et son bon jugement dans les situations d'urgence dangereuses ». Cruzen est l'un des 16 membres de l'expédition 1939-1941 à avoir reçu la médaille d'or de l'expédition antarctique des États-Unis, présentée en novembre 1946.
Pendant la Seconde Guerre mondiale, Cruzen sert d'abord dans l'état-major du Naval War College de Newport (Rhode Island), avant de partir pour le Pacifique en tant que chef d'état-major du vice-amiral Arthur S. Carpender, commandant de la 7e flotte du 18 juillet au 26 septembre 1943. Il sert comme officier des opérations au sein de l'état-major du vice-amiral Thomas C. Kinkaid pendant la campagne de libération des Philippines de 1944 à 1945. Cruzen est décoré de la Légion du mérite pour son service dans l'état-major de la 7e flotte,,.
Il commande le croiseur léger USS Birmingham (CL-62) du 9 août 1945 au 10 octobre 1946. Il est sélectionné pour être promu contre-amiral en novembre 1946 avec sa date de grade rétroactive à 1944.

### Opération Highjump
En 1946, l'amiral Richard E. Byrd est choisi comme officier responsable du projet connu sous le nom d'opération Highjump. Cruzen est choisi pour commander la Task Force 68, qui constitue la grande majorité des ressources affectées à l'opération. La Task Force 68 est composée de 4 700 hommes, d'un navire de commandement, d'un porte-avions, de deux destroyers, de deux brise-glaces, de deux annexes d'hydravions, de deux navires de ravitaillement, de deux pétroliers et d'un sous-marin.
Cruzen quitte les États-Unis à bord de son vaisseau amiral, l' USS Mount Olympus (en), le 2 décembre 1946. Le personnel affecté à l'expédition comprend des météorologues, des zoologistes, des physiciens et des experts d'instituts océanographiques. Outre la collecte de données scientifiques, un autre objectif de l'expédition est de former le personnel de la Marine et de tester les navires et autres équipements de la Marine dans des opérations par temps froid et sur glace.
Le groupe de travail de Cruzen, dit groupe central, basé en baie des Baleines, parcourt plusieurs centaines de kilomètres de glace avant d'atteindre le camp de base de Little America. L'expédition est confrontée à des icebergs et à des conditions météorologiques incohérentes tout au long de son service. Parmi les découvertes faites lors de l'opération Highjump figurent celles de deux « oasis », l'une étant une région de lacs et de terres libres de glace. Plus de 300 000 milles carrés de territoire inexploré sont cartographiés par avion. Cela conduit à la mise à jour des cartes existantes de l'Antarctique.
Cruzen apparaît brièvement dans le film documentaire The Secret Land sur l'opération Highjump. The Secret Land, produit par l'US Navy, est sorti en 1948 et a remporté l' Oscar du meilleur documentaire.

### Fin de carrière
Après l'opération Highjump, Cruzen est placé à la tête de la Cruiser Division Two, une unité de la 6e flotte en mer Méditerranée. Le 2 avril 1949, il assiste à la réinhumation à Tripoli, en Libye, des restes de cinq marins américains non identifiés tués lors de l'explosion du USS Intrepid dans le port de Tripoli en 1804,.
En janvier 1950, il reçoit l'ordre de se rendre à Hawaï et assume ses fonctions de commandant de la base navale de Pearl Harbor et occupe ce commandement pendant deux ans, avant d'être nommé commandant des forces navales américaines aux Philippines. Il prend sa retraite de la Marine le 30 juin 1954, après près de 37 ans de service actif et accède au grade de vice-amiral sur la liste des retraités.
Il vit ensuite à San Clemente, en Californie et meurt le 15 avril 1970 à l'hôpital naval de Camp Pendleton, en Californie. Il laisse dans le deuil son épouse Margaret Beaty Cruzen et une fille,.
Il est enterré au cimetière national d'Arlington le 20 avril 1970. Sa femme est inhumée à côté de lui le 12 décembre 1983.